# Nelson Philippe

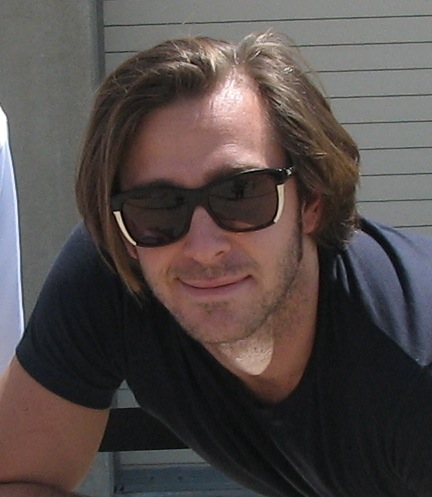
Nelson Philippe 2009

Nelson Philippe (* 23. Juli 1986 in Valence) ist ein ehemaliger französischer Rennfahrer. Seine jüngeren Brüder Richard und Wilson Philippe sind ebenfalls Rennfahrer.

## Karriere
Von 1998 bis 2002 war Philippe im Kartsport aktiv und wechselte 2003 in die US-amerikanische Barber Dodge Pro Serie. Er wurde Neunter der Gesamtwertung und fuhr dabei einmal auf das Podium.
Ab dem folgenden Jahr war der junge Franzose in der Champ Car World Series tätig. 2004 wurde er von Rocketsports Racing verpflichtet. Da sein Team mit seiner Leistung nicht zufrieden war, wurde er nach fünf Rennen entlassen. Nach einer kurzen Pause wechselte Philippe zu Conquest Racing und wurde am Saisonende 16. in der Gesamtwertung. 2005 blieb er bei Conquest Racing und konnte sich zum Saisonende auf Platz 13 der Gesamtwertung verbessern. 2006 wechselte Philippe zu HVM Racing. Nach zwei Podiumsplätzen gelang es ihm das zweitletzte Saisonrennen in Surfers Paradise zu gewinnen, woraufhin er Vierter in der Gesamtwertung wurde. Philippe ist seit diesem Triumph der jüngste Sieger der Champ Car World Series. Diesen Erfolg konnte er 2007 nicht mehr wiederholen, da er auf Grund finanzieller Probleme zunächst kein Cockpit bekam. Zum Saisonende nahm er für Conquest Racing an zwei Rennen teil. 2008 kehrte Philippe zu HVM Racing zurück, doch da die Champ Car World Series Ende Februar mit der IndyCar Series vereinigt wurde, fuhr er nur noch beim Abschiedsrennen der Champ Car World Series in Long Beach und wurde 15. Da Philippe nicht in die IndyCar Series übernommen wurde, hatte er erneut kein Cockpit.
Im Sommer 2008 fuhr Philippe in der neugegründeten Superleague Formula zwei Rennen für das Team von Borussia Dortmund. Außerdem bestritt Philippe in der GP2-Asia-Serie-Saison 2008/2009 das erste Rennwochenende in Shanghai für ART Grand Prix. Philippe holte keine Punkte und wurde darauf durch den Venezolaner Pastor Maldonado ersetzt.
2009 trat Philippe mit HVM Racing erstmals beim Indianapolis 500 an und beendete das Rennen infolge einer Mauerberührung als 25. Seinen nächsten Einsatz in der IndyCar Series sollte er, diesmal für Conquest Racing startend, bei der Veranstaltung auf dem Infineon Raceway bestreiten, doch nach einer schweren Kollision mit Will Power im Training konnte er, wie auch sein Kontrahent, verletzungsbedingt nicht am Rennen teilnehmen. Damit blieb es in der Meisterschaft bei 16 Punkten und Gesamtrang 35.

## Karrierestationen
- 2002: Kartsport
- 2003: Barber Dodge Pro Serie (Platz 9)
- 2004: Champ Car World Series (Platz 16)
- 2005: Champ Car World Series (Platz 13)
- 2006: Champ Car World Series (Platz 4)
- 2007: Champ Car World Series (Platz 19)
- 2008: GP2 Asia; Superleague Formula
- 2009: IndyCar Series (Platz 35)
- 2010: Grand-Am Sports Car Series, DP (Platz 35)